# Filippo Penna
Filippo Penna (Turijn, 24 maart 1995) is een Italiaanse voetballer die als verdediger speelt.
Tijdens het seizoen 2014-2015 werd Penna door Juventus verhuurd aan FC Den Bosch. Hij maakte zijn debuut op 22 augustus 2014 in een competitiewedstrijd tegen RKC Waalwijk (2-3 verlies). Na 22 minuten verving hij de geblesseerde Maarten Boddaert. Hij kwam samen met teamgenoten Edoardo Ceria en Elvis Kabashi naar Nederland. Allen kwamen al meerdere malen in actie voor vertegenwoordigende elftallen in hun thuisland Italië en Albanië. FC Den Bosch en Juventus hebben sinds de zomer van 2014 een samenwerkingsverband. In de zomer van 2015 werd hij overgenomen door SS Virtus Lanciano. In januari 2016 werd hij tot het einde van het seizoen verhuurd aan Paganese Calcio 1926. In het seizoen 2016/17 stond Penna onder contract bij Santarcangelo dat uitkwam in de Lega Pro B waar hij vanwege een blessure bijna het hele seizoen miste. Begin 2019 ging hij op lager amateurniveau voor ASD Sursum Corda SC spelen.